# Rajd Akropolu 1965
Rajd Akropolis 1965 (13. Acropolis Rally) – 13 edycja rajdu samochodowego Rajd Akropolis rozgrywanego w Grecji. Rozgrywany był od 20 do 23 maja 1965 roku. Była to szósta runda Rajdowych Mistrzostw Europy w roku 1965.

## Klasyfikacja rajdu
| Miejsce                      | Kierowca                     | Pilot                        | Samochód                     | Czas                         | Strata                       |                              |
| Klasyfikacja generalna i ERC | Klasyfikacja generalna i ERC | Klasyfikacja generalna i ERC | Klasyfikacja generalna i ERC | Klasyfikacja generalna i ERC | Klasyfikacja generalna i ERC | Klasyfikacja generalna i ERC |
| ---------------------------- | ---------------------------- | ---------------------------- | ---------------------------- | ---------------------------- | ---------------------------- | ---------------------------- |
| 1.                           | Carl-Magnus Skogh            | Lennart Berggren             | Volvo 122 S                  | 7:33                         | 0.0                          |                              |
| 2.                           | Erik Carlsson                | Torsten Åman                 | Saab 96 Sport                | 7:42                         | +8                           |                              |
| 3.                           | René Trautmann               | Claudine Bouchet             | Lancia Flavia Coupé          | 9:36                         | +2:03                        |                              |
| 4.                           | Åke Andersson                | Gunnar Palm                  | Saab 96 Sport                |                              |                              |                              |
| 5.                           | Dieter Glemser               | Martin Braungart             | Mercedes-Benz 230 SL         |                              |                              |                              |
| 6.                           | Patrick Vanson               | Jean-Paul Joly               | Citroën DS 21                |                              |                              |                              |
| 7.                           | Sobiesław Zasada             | Kazimierz Osiński            | Steyr Puch 650 TR]           |                              |                              |                              |
| 8.                           | Giorgio Pianta               | Roberto della Morte          | Lancia Flavia Coupé          |                              |                              |                              |
| 9.                           | Jan Eneqvist                 | Kjell Ehrman                 | Volvo PV 544                 |                              |                              |                              |
| 10.                          | Kurt Rüdiger                 | Günter Gries                 | Wartburg 311                 |                              |                              |                              |